# Contea di Claiborne (Mississippi)
La contea di Claiborne (in inglese Claiborne County) è una contea dello Stato del Mississippi, negli Stati Uniti d'America. La popolazione al censimento del 2000 era di 11 831 abitanti. Il capoluogo di contea è Port Gibson.